# Pidberizți, Pustomîtî
Pidberizți (în ucraineană Підберізці) este o comună în raionul Pustomîtî, regiunea Liov, Ucraina, formată numai din satul de reședință.

## Demografie
Componența lingvistică a comunei Pidberizți
     Ucraineană (98,79%)
     Alte limbi (0,69%)
Conform recensământului din 2001, majoritatea populației comunei Pidberizți era vorbitoare de ucraineană (98,79%), existând în minoritate și vorbitori de alte limbi.